# Eishockey-Bayernliga 1995/96
Die Eishockey-Bayernliga 1995/96 wurde unter dem Dach des „Bayerischen Eissportverbandes“ (BEV) organisiert und ist die höchste Spielklasse des Landesverbandes Bayern. Die Bayernliga war nach der DEL, der 1. Liga Süd und der 2. Liga Süd eine der vierthöchsten Spielklassen im deutschen Eishockey.

## Saisonverlauf
Die Eishockey-Bayernliga 1995/96 war die achtundzwanzigste Ausspielung dieser Liga. Meister und Aufsteiger wurde der ESC Dorfen, Vizemeister die EA Kempten. Absteiger waren der SC Bad Kissingen und EV Pegnitz.

### Modus
Die 16 Teilnehmer spielten eine Einfachrunde in zwei Staffeln (West und Ost) zu je acht Mannschaften. Die jeweils vier besten Mannschaften jeder Staffel qualifizieren sich für die gemeinsame Meisterrunde.  Die restlichen Teams spielten in einer Abstiegsrunde.  Meister und Vizemeister nahmen an der Aufstiegsrunde zur 2. Liga Süd teil. Die Plätze eins bis drei der Aufstiegsrunde waren für die 2. Liga Süd 1996/97 qualifiziert. Die zwei Letzten der Abstiegsrunde stiegen direkt in die Landesliga Bayern ab.

## Teilnehmer
Nicht mehr dabei waren die Auf- und Absteiger der Vorsaison. Neu dabei waren die Aufsteiger (N) aus den Landesligen.
| Gruppe West - EV Pegnitz - ESC Dorfen - EV Bad Wörishofen - SC Bad Kissingen | Gruppe West - EC Oberstdorf - ERC Lechbruck - EV Berchtesgaden - ESV Burgau | Gruppe Ost - EV Moosburg - ESC Vilshofen - TSV Trostberg - EC Pfaffenhofen | Gruppe Ost - EV Fürstenfeldbruck - DEC Frillensee Inzell - Wanderers Germering - EA Kempten (Aufsteiger) |

### Abstiegsrunde
|    | Mannschaft            | Sp | Tore   | Diff. | Pkte |
| -- | --------------------- | -- | ------ | ----- | ---- |
| 1. | DEC Frillensee Inzell | 14 | 97:62  | +17   | 22   |
| 2. | ESC Vilshofen         | 14 | 107:62 | +45   | 19   |
| 3. | TSV Trostberg         | 14 | 89:88  | +1    | 17   |
| 4. | ESV Burgau            | 14 | 77:65  | +12   | 15   |
| 5. | EC Oberstdorf         | 14 | 78:61  | +17   | 14   |
| 6. | EV Bad Wörishofen     | 14 | 80:73  | +7    | 14   |
| 7. | SC Bad Kissingen      | 14 | 60:85  | −25   | 10   |
| 8. | EV Pegnitz            | 14 | 45:119 | −74   | 1    |

 Absteiger in die Landesligen
 für die Bayernliga 1996/97 qualifiziert

### Meisterrunde
|    | Mannschaft                 | Sp | Tore   | Diff. | Pkte |
| -- | -------------------------- | -- | ------ | ----- | ---- |
| 1. | ESC Dorfen                 | 14 | 115:36 | +79   | 27   |
| 2. | EA Kempten (N)             | 14 | 68:64  | +4    | 16   |
| 3. | EV Fürstenfeldbruck        | 14 | 72:55  | +17   | 15   |
| 4. | ERC Lechbruck              | 14 | 87:75  | +12   | 15   |
| 5. | EC Pfaffenhofen            | 14 | 84:74  | +10   | 15   |
| 6. | EV Berchtesgaden (Rückzug) | 14 | 77:96  | −19   | 13   |
| 7. | EV Moosburg                | 14 | 81:106 | −25   | 10   |
| 8. | Wanderers Gemering         | 14 | 38:116 | −78   | 1    |

 Meister und Aufstiegsrundenteilnehmer  Vizemeister und Aufstiegsrundenteilnehmer  für die Bayernliga 1996/97 qualifiziert
- Bayerischer Meister 1995/96 wurde der ESC Dorfen

## Aufstiegsrunde
An der vom DEB ausgerichteten Aufstiegsrunde zur 2. Liga Süd 1996/97 nahmen Meister und Vizemeister der Bayernliga und der Region Südwest teil.
|    | Mannschaft                    | Sp | Tore  | Diff. | Pkte |
| -- | ----------------------------- | -- | ----- | ----- | ---- |
| 1. | ESC Dorfen (Bayern 1)         | 6  | 40:15 | +25   | 11   |
| 2. | Schwenninger ERC II (Südwest) | 6  | 21:18 | +3    | 7    |
| 3. | EA Kempten (Bayern 2)         | 6  | 21:19 | +2    | 6    |
| 4. | ESV Hügelsheim (Südwest)      | 6  | 9:39  | −30   | 0    |

 Aufsteiger zur 2. Liga Süd 1996/97